# Jeu de carte de type as-dix

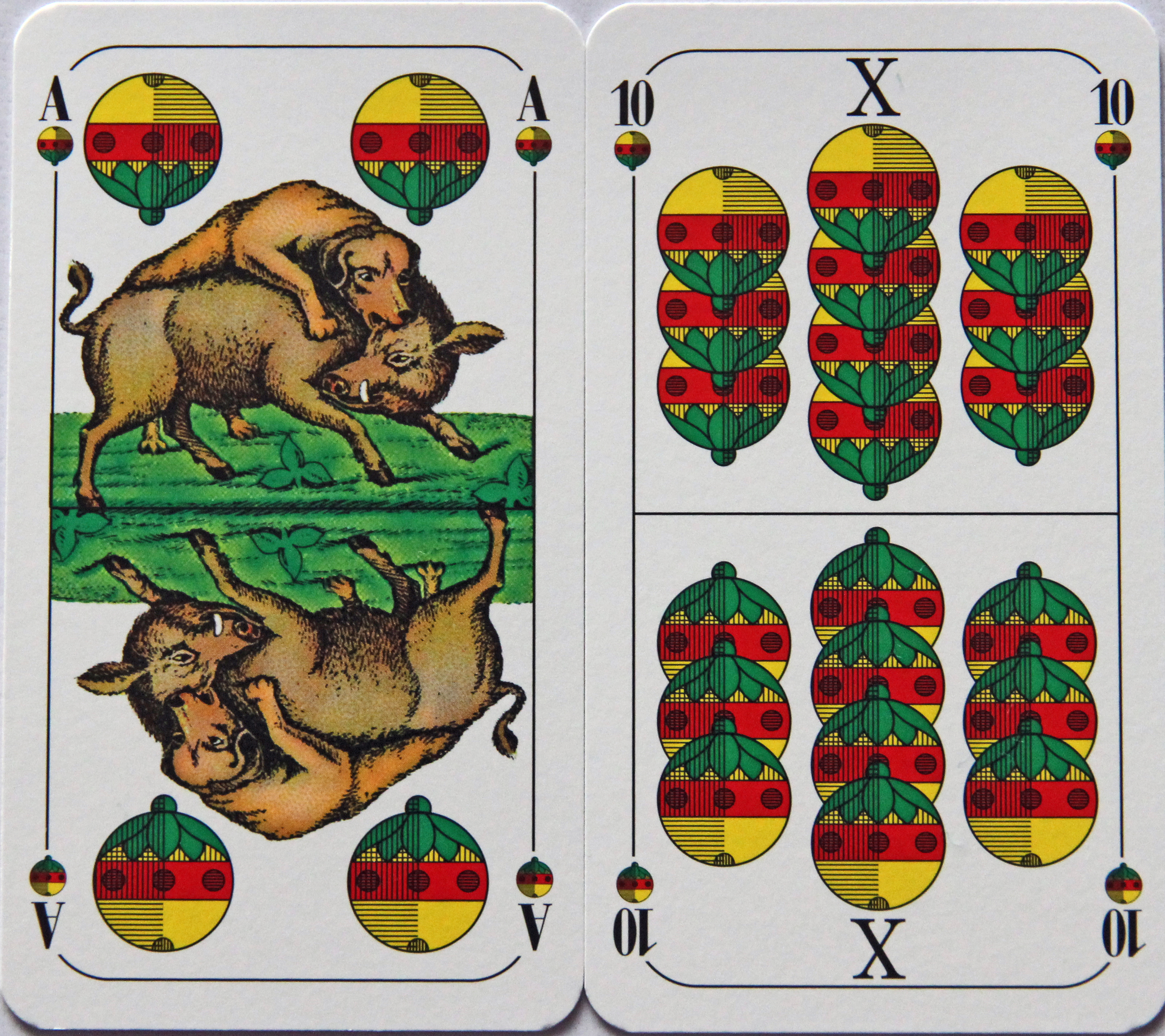
L'as (Daus) et le dix de grelot d'un jeu de cartes allemand au dessin bavarois.

Les jeux de cartes de type as-dix sont un type de jeux de levées, très populaires en Europe, où les as et les dix possèdent une valeur particulièrement élevée.

## Description
Dans les jeux de ce type, la valeur des cartes est la suivante :
- As : 11 points
- Dix : 10
- Roi : 4
- Dame ou Ober : 3
- Valet ou Unter : 2

Les autres cartes sous le dix ne rapportent généralement aucun point et certains jeux raccourcissent d'ailleurs le paquet en enlevant les plus petites cartes. Dans un tel jeu de cartes raccourci (en) comptant entre 20 et 36 cartes, on compte donc 120 points ; une manche gagnante se joue donc typiquement en 61 points. Les points d'une manche gagnante peuvent être doublés si les trois-quarts des points totaux sont atteints, voire triplés si le joueur remporte tous les plis, comme dans le jeu allemand de skat.
Le genre compte trois branches principales :
- la branche schafkopf (en) : la couleur d'atout est renforcée par la promotion des Unters (ou des valets), des Obers (ou des dames) ou des deux comme atouts de plus forte valeur ;
- la branche mariage (en) : un bonus est octroyé pour les paires roi-dame ou roi-Ober de même couleur, ainsi que pour le gain du dernier pli ;
- la branche jass : en addition des règles du mariage, le valet et le neuf d'atout sont promus comme atouts principauxde plus forte valeur.

## Histoire
L'origine des jeux de cartes de ce genre est incertaine. Il est probable qu'ils aient été inventés par des utilisateurs de cartes françaises dans la région des Pays-Bas, une hypothèse confortée par l'origine néerlandaise du jeu suisse de Jass.
Le brusquembille (en), datant au moins de 1718, est le plus ancien jeu connu de ce type.

## Exemples
Plusieurs jeux de ce genre ont atteint un renommée régionale, voire nationale :
- Belote, France[5]
- Binokel (en), Wurtemberg[6]
- Briscola, Italie[7]
- Jass, Suisse[8]
- Klaberjass (en), Pays-Bas[9]
- Manille, France[10]
- Mariáš (en), République tchèque et Slovaquie[11]
- Pinochle (en), États-Unis[3]
- Schafkopf (en), Bavière[12]
- Schnapsen, Autriche[13]
- Skat, Allemagne[14]
- Sueca, Portugal[15]
- Tute, Espagne[16]

Parmi les autres jeux :
- Bésigue[17]
- Doppelkopf, Allemagne du Nord
- Einwerfen (en)[18]
- Elfern (en)
- Mariage[19]
- Six-Bid, jeu américain moderne dérivé du Tarock[18]
- Soixante-six, Bavière
- Tarock (en), Allemagne